# Charles Le Brun
Charles Le Brun (krščen 24. februarja 1619 – 12. februarja 1690) je bil francoski slikar, fiziognomist, umetnostni teoretik in direktor več umetniških šol svojega časa. Kot dvorni slikar Ludvika XIV., ki ga je razglasil za »največjega francoskega umetnika vseh časov«, je bil prevladujoča osebnost v francoski umetnosti 17. stoletja in pod velikim vplivom Nicolasa Poussina.

## Življenjepis

### Zgodnje življenje in vajeništvo
V Parizu rojeni Le Brun je pritegnil pozornost kanclerja Séguierja, ki ga je pri enajstih dal v atelje Simona Voueta. Bil je tudi učenec Françoisa Perrierja. Pri petnajstih je prejel naročila od kardinala Richelieuja, pri izvedbi katerih je pokazal sposobnost, ki je bila deležna velikodušnih pohval Nicolasa Poussina, v čigar družbi je Le Brun leta 1642 krenil v Rim.
V Rimu je zaradi kanclerjeve liberalnosti ostal štiri leta in prejemal finančno podporo. Tam je delal pod vodstvom Poussina, pri prilagajanju teorije umetnosti. Medtem ko je bil v Rimu, je Le Brun študiral starorimsko kiparstvo, delal kopije po Rafaelu in absorbiral vpliv lokalnih slikarjev.
Ob vrnitvi v Pariz leta 1646 je Le Brun našel številne mecene, med katerimi je bil najpomembnejši superintendent Fouquet, za katerega je naslikal velik Portret Ane Avstrijske. Le Brun, ki je bil zaposlen v Vaux-le-Vicomte, se je priljubil kardinalu Mazarinu, nato pa na skrivaj naščuval Colberta proti Fouquetu.
Le Brun je bil gonilna sila za ustanovitev Francoske kraljeve akademije za slikarstvo in kiparstvo leta 1648 in je bil izvoljen kot eden od prvotnih dvanajstih starešin, ki so bili zadolženi za njeno vodenje. Na akademiji je ostal prevladujoča osebnost in leta 1655 zasedal položaje kanclerja (od leta 1663 dosmrtni kancler), rektorja od leta 1668 in direktorja od leta 1683. Ko je Colbert leta 1661 prevzel nadzor nad ustanovo, je bil Le Brun tam, da bi mu pomagal pri njegovih prizadevanjih za njeno reorganizacijo s ciljem, da bi si akademiki prizadevali za vzpostavitev teoretične podlage za nacionalno francosko umetnost. Oba sta leta 1666 v Rimu ustanovila tudi Francosko akademijo kot bazo za obetavne mlade umetnike, ki bodo tam nekaj časa živeli in se učili na stroške krone.
Drug projekt, na katerem je delal Le Brun, je bil Hôtel Lambert. Strop v Herkulovi galeriji je poslikal sam. Le Brun je začel delati na projektu leta 1650, kmalu po vrnitvi iz Italije. Okrasitev se je s prekinitvami nadaljevala približno dvanajst let, saj jo je prekinila prenova Vaux le Vicomte.
Leta 1660 so ustanovili Gobelins, ki je bila sprva velika šola za izdelavo, ne le tapiserij, ampak vseh razredov pohištva, ki je bilo potrebno v kraljevih palačah. Le Brun je poveljeval industrijskim umetnostim prek Gobelinsa – katerih direktor je bil – in celotnemu umetniškemu svetu prek Akademije – v kateri je zaporedoma opravljal vsa delovna mesta – v vse, kar je bilo proizvedeno v Franciji v času njegovega življenja, vtisnil svoj značaj. Bil je začetnik sloga Ludvika XIV. in je usmerjal nacionalne težnje, ki so trajale stoletja po njegovi smrti. Umetniški opus umetnikov in študentov iz Gobelinsa je močno vplival tudi na umetnost drugod po Evropi.

### Uspešna leta
Narava njegovega izrazitega in pompoznega talenta je bila v skladu z okusom kralja, ki je bil poln občudovanja Le Brunovih slik ob njegovem zmagoslavnem vstopu v Pariz (1660) in njegovih odlikovanj v Château Vaux le Vicomte (1661), mu je naročil, naj izvede vrsto tem iz Aleksandrove zgodovine. Prva med njimi, Aleksander in Darejeva družina, je tako navdušila Ludvika XIV., da je Le Bruna takoj (decembra 1662) povzdignil na Premier Peintre du Roi (Prvi kraljev slikar) z dohodki v višini 12.000 liver, enak znesek, kot ga je letno prejemal v službi pri Fouquetu. Sliki Darejeva družina znana tudi kot Perzijska kraljica pri Aleksandrovih nogah, je Le Brun kasneje nekoliko zmanjšal obseg in jo retuširal, da bi prikril spremembo, verjetno zato, da bi bila slika po velikosti podobna sliki Paola Veroneseja, ki jo je kupil Ludvik XIV.
Od tega datuma je vse, kar se je dogajalo v kraljevih palačah, vodil Le Brun. Načrte je moral odobriti kralj, preden so jih lahko preoblikovali v slike ali kipe. Leta 1663 je postal direktor Académie royale de peinture et de sculpture, kjer je postavil temelje akademizma in postal vsemogočen, neprimerljiv mojster francoske umetnosti 17. stoletja. V tem obdobju je posvetil vrsto del zgodovini Aleksandra Velikega (Bitke Aleksandra Velikega) in ni zamudil priložnosti, da bi močneje povezal Aleksandrovo veličastnost z veličastnostjo velikega Kralja. Medtem ko je delal na Bitkah, je Le Brunov slog postal veliko bolj oseben, ko se je oddaljil od starodavnih mojstrov, ki so vplivali nanj.
Delo na Apolonovi galeriji v Louvru je bilo prekinjeno leta 1677, ko je Le Brun spremljal kralja v Flandrijo (ob vrnitvi iz Lilla je naslikal več kompozicij v Château de Saint-Germain-en-Laye) in končno – ker so ostale nedokončane ob njegovi smrti – zaradi velikega dela v Versajski palači, kjer si je pridržal dvorane vojne in miru (Salons de la Guerreand de la Paix, 1686), veleposlaniško stopnišče in veliko dvorano ogledal (Galerie des Glaces, 1679–1684). Le Brunovo odlikovanje ni samo umetniško delo, je dokončni spomenik vladavine.
Leta 1669 se je Ludvik XIV. odločil popolnoma prenoviti Versailles, ki je bil takrat majhna palača, in jo spremeniti v razkošno bivališče, kjer se bo srečeval s svojimi podaniki in tujimi diplomati. Le Brun je bil zadolžen za njegovo dekoracijo do najmanjših podrobnosti ureditve in predstavitve. Poleg klasičnih slik so stene palače krasile tudi upodobitve Ludvikove vladavine. Celotna stavba in njeni okraski so bili namenjeni obiskovalce navdušiti s sijajem, bogastvom in okusom kralja. Escalier des Ambassadeurs je bilo glavno stopnišče na vhodu v Versailles od njegovega dokončanja leta 1679 do njegovega uničenja leta 1752. Kralj je bil tako zadovoljen z njegovim videzom, da ga je menda imenoval »stopnišče gospoda Le Bruna«, ko ga je pokazal veleposlaniku iz Španije leta 1679.

### Pozna leta
Ob Colbertovi smrti François-Michel le Tellier, markiz de Louvois, ki je nasledil mesto nadzornika na oddelku za javna dela, ni pokazal naklonjenosti Le Brunu, ki je bil Colbertov favorit in kljub kraljevi stalni podpori je Le Brun občutil grenko spremembo svojega položaja. To je prispevalo k bolezni, ki se je 22. februarja 1690 končala z njegovo smrtjo v Gobelinsu (njegovem zasebnem dvorcu v Parizu).

## Le Brunova dela in zapuščina
Le Brun je delal predvsem za kralja Ludvika XIV., za katerega je izdelal velike oltarne in bojne slike. Njegove najpomembnejše slike so v Versajski palači. Poleg njegovega velikanskega dela v Versajski palači in Louvru je število njegovih del za verske korporacije in zasebne mecene ogromno. Le Brun je bil tudi odličen portretist in odličen risar, vendar ni bil navdušen nad portretom ali krajinskim slikanjem ki ju je čutil zgolj kot vajo za razvijanje tehnične sposobnosti. Pomembna je bila znanstvena kompozicija, katere končni cilj je bil hraniti duha. Temeljna osnova, na kateri je direktor Akademije zasnoval svojo umetnost, je bila nedvomno ta, da njegove slike govorijo skozi vrsto simbolov, kostumov in gest, ki so mu omogočile, da je za svojo kompozicijo izbral pripovedne elemente, ki so njegovim delom dali posebno globino. Za Le Bruna je slika predstavljala zgodbo, ki jo je človek lahko prebral. Skoraj vse njegove kompozicije so reproducirali slavni grafiki
V posthumno objavljeni razpravi Méthode pour apprendre à dessiner les passions (1698) je spodbujal izražanje čustev v slikarstvu. Na Le Brunov pogled na čustva, ki so bila takrat znana kot »strasti«, je močno vplivalo delo Renéja Descartesa. Verjeli so, da obrazna mimika, ki jo je Le Brun orisal kot predlogo za naslednje umetnike, razkriva stanje duše. Imel je velik vpliv na teorijo umetnosti v naslednjih dveh stoletjih.
Veliko njegovih risb je v Louvru in kraljevi zbirki Monaka. Bil je tudi učitelj slikarja Ludovica Dorignyja.
Baročni strop v Chambre des Muses v graščini Vaux-le-Vicomte zunaj Pariza je »okrasila delavnica Charlesa Le Bruna«. Veliko skic in načrtov Charlesa Le Bruna so umetniki, ki so delali pod njim, pozneje preoblikovali v slike ali kipe. Sedanji lastniki, družina de Vogüé, so leta 2017 zaključili obnovo. Restavrirani strop je bil javnosti razkrit marca istega leta.
23. januarja 2013 sta umetniška svetovalca za hotel Ritz Paris, Wanda Tymowska in Joseph Friedman, oznanila odkritje Žrtvovanja Poliksene, zgodnjega Le Brunovega dela. Slika iz leta 1647 je krasila apartma Coco Chanel v znameniti pariški palači in je bila več kot stoletje neopažena.
Posmrtno je Le Brunov ugled trpel v letih okoli francoske revolucije in njenih posledic zaradi njegove tesne povezanosti z Ludvikom XIV. Do konca 19. stoletja so bile akademske vrednote, ki jih je poosebljal, iz mode in šele leta 1963, ko je bila v Versaillesu organizirana velika Le Brunova razstava, je bilo njegovo delo ponovno ovrednoteno. Zdaj velja za enega najboljših in najbolj vsestranskih francoskih umetnikov svojega časa.

## Delni zbornik del
Dekoracije:
- Okrasitev stropa Galerie d'Apollon v palači Louvre.
- Okrasitev graščine Vaux-le-Vicomte: Kraljeva soba, Le Temps enlevant au Ciel la Vérité.
- Kupola Pavillon de l'Aurore v château de Sceaux.
- Stenske poslikave stropa Galerije ogledal, Versajska palača.
- Romulova apoteoza, cikel osem slik za strop sobe v Hôtel d'Aumont, Pariz.

Platna:
- Speči Jezus, muzej Louvre.
- Kancler Séguier in njegov apartma, Louvre.
- Slike Zgodbe o Aleksandru, Louvre.
- Ludvik XIV podarja svoje žezlo in čelado Jezusu Kristusu, Musée des beaux-arts de Lyon.
- Cikel štirih slik: zrak, zemlja, ogenj in voda, Musée des Beaux-Arts et d'Archéologie de Châlons-en-Champagne.

Publikacije:
- Méthode pour apprendre à dessiner les passions (1698), posmrtna objava.[25]

## Galerija
- Konjeniški portret Ludvika XIV., olje na platnu, Musée des Beaux-Arts, Tournai.
- Vstop Aleksandra v Babilon, ok. 1664, olje na platnu, Louvre.
- Portret Ludvika XIV., 1661.
- Perzijske kraljice ob Aleksandrovih nogah, imenovane tudi Darejev šotor.
- Portret slikarja Louisa Testelina, ok. 1650, olje na platnu, Louvre.
- Dedal in Ikar, c. 1645
- Snemanje s križa, pozna 1640-ta
- Konjeniški portret Ludvika XIV., 1668, olje na platnu, Musée de la Chartreuse, Douai.
- Apoteoza Ludvika XIV., 1677, olje na platnu, Magyar Szépművészeti Múzeum, Budimpešta.
- Apolonov vodnjak v Versajski palači, 1668–1671. Le Brun je oblikoval osrednji del, ki prikazuje Apolona, ki se dviga iz morja v vozu s štirimi konji.
- La Colère iz Méthode pour apprendre à dessiner les passions
- Jok iz Méthode pour apprendre à dessiner les passions
- Teror ali strah iz Méthode pour apprendre à dessiner les passions
- Iz Méthode pour apprendre à dessiner les passions
- Sovraštvo ali ljuboszmlje iz Méthode pour apprendre à dessiner les passions
- Preprosta telesna bolečina iz Méthode pour apprendre à dessiner les passions
- Žalost iz Méthode pour apprendre à dessiner les passions
- Čaščenje in navdušenje (1760) iz Méthode pour apprendre à dessiner les passions
- Dissertation sur un traité de C.